# Guillermo Linares
Guillermo Linares Estévez (n. Cabrera; 1951) es un político en la ciudad de Nueva York. Este dominicano oriundo de Cabrera, posee la distinción histórica de ser el primer dominicano elegido para un cargo público en los Estados Unidos en 1991. Actualmente, el doctor Guillermo Linares ha sido nominado por el Gobernador Andrew Cuomo como Presidente de Higher Education Services Corporation desde donde supervisa e impulsa la iniciativa del gobernador Cuomo de Matrícula Gratis (Free Tuition) lo cual lo vuelve a colocar en una posición histórica ya que se convierte en el primer hispano en los Estados Unidos en ocupar ese cargo.

## Primeros años
Guillermo Linares tiene una sólida formación académica. Dentro de sus títulos académico figuran un doctorado, Ed.D de la Universidad Columbia (Teachers’ College), una Licenciatura en Artes, una Maestría en Ciencias de City College y un diploma en administración y supervisión de la Universidad de Fordham. Sirvió de 1992 a 2001 en el Consejo de la Ciudad de Nueva York, donde abogó por una educación de calidad, por servicios de salud, por vivienda asequible y por los derechos de los inmigrantes.
El doctor Guillermo Linares llegó al Bronx en 1966.  Comparte las peripecias y los sacrificios de los inmigrantes neoyorquinos y sus aspiraciones en una tierra extranjera.  Dentro de sus trabajos iniciales en Nueva York destaca el hecho de que condujo un taxi para mantener a su familia y al mismo tiempo asistía a la universidad.  Durante más de 35 años, el Dr. Linares ha mantenido su compromiso con la educación pública y la defensa de los problemas de los inmigrantes. Su segundo trabajo relevante fue el de desempeñarse como maestro en Washington Height. 

## Carrera política
En 1991, Linares ganó un asiento en el consejo de Nueva York la ciudad. Luego en 2004 el tomó otro oficio, como comisionado de inmigración.
El Dr. Linares, además, sirvió como miembro de la Asamblea del Estado de Nueva York, Distrito 72, representando a Washington Heights, Inwood y Marble Hill en el norte de Manhattan.  Se desempeñó como Comisionado de Asuntos de Inmigrantes en la oficina del Alcalde Michael Bloomberg (2004-2009), su misión consistía en fortalecer los puentes entre el Gobierno de la Ciudad de Nueva York y las comunidades de inmigrantes. En dicha posición estableció nuevas políticas en toda la ciudad, incluyendo la política de traducción de los documentos de servicios de salud y sociales para inmigrantes. El doctor Guillermo Linares llegó al Bronx en 1966.

## Labor Social
En la década de los 1980s, el Dr. Linares conjuntamente con otros activistas comunitarios logró la construcción de escuelas públicas que se necesitaban con urgencia en la creciente comunidad de inmigrantes en Washington Heights. Otro de los múltiples logros que el doctor Linares obtuvo para la comunidad dominicana de Washington Heights fue la de, al lado de otros activistas que apoyaban sus ideas y su visión cultural, fue la de establecer y fundar la Asociación Comunitaria de Dominicos Progresistas.

## Trabajo ilegal
La reputación de Linares se vio más empañada cuando organizó un grupo "sin fines de lucro" llamado Asociación Comunal de Dominicanos Progresistas (ACDP), la cual le entregó un trabajo ficticio a otro individuo, Miguel Castaños, por $36,000 anuales desde 2004 hasta 2006. Durante todo este tiempo Castaños envió fichas ficticias, para el trabajo que nunca hizo.
Durante todo el tiempo que Castaños defraudó al ACDP la hija de Guillermo Linares, Mayra, estaba en la junta de directores ACDP, cual aprobó todos los pagos a Miguel Castaños.
Guillermo Linares fue investigado por los crímenes de Castaños, pero no fue sentenciado.

## Acusaciones de soborno
El 27 de abril de 1995, Linares votó en contra de la Asociación Nacional de Supermercados (NSA) y en favor de los Supermercados Pathmark, que resultó en la construcción de una megatienda Pathmark en la calle 125 y la Avenida Lexington en Nueva York. Las acusaciones generalizadas de soborno fueron hechas contra Linares por el concejal Adam Clayton Powell IV, la prensa, líderes comunitarios y funcionarios de la Asociación Nacional de Supermercados.
El cargo más amargo fue que Linares había traicionado a su propio pueblo - que él había hecho campaña como "el legislador dominicano en primer lugar," y luego se volvió en contra de los comerciantes y los consumidores que habían votado por él. Las manifestaciones frente a la oficina de Linares fueron especialmente coloridas, con una rata inflable de 20 pies llamado Guillermo Linares.

## Desalojamiento de inquilinos
En 1999 Linares, en su capacidad como Concejal, asistió a la Asociación Comunal de Dominicanos Progresistas (ACDP) para que este grupo se hiciera dueño de varios edificios en Washington Heights. Linares instaló a su delfín Víctor Morisete como director del ACDP y Presidente de Quisqueya Housing. 
Al apoderarse de los edificios Linares, ACDP y Quisqueya Housing intentaron el desalojamiento de los inquilinos, para subir la renta e instalar nuevos inquilinos extranjeros. Este plan fue rechazado por la Juez Doris Ling-Cohan en la Corte Suprema del Estado de Nueva York. La corte obligó Linares y ACDP a mantener los inquilinos originales, sin subirles la renta.
En particular, este juicio afectó los inquilinos del edificio 515 West 174 Street.

## Persona non grata
A causa de su traición con respecto al Supermercado Pathmark, sus negocios con el criminal Miguel Martínez, y sus ofensas en contra del pueblo Dominicano de Nueva York, Linares fue declarado persona non grata por los líderes comunitarios de Washington Heights, y el pueblo Dominicano del Alto Manhattan.